# Pownal (Maine)
Pownal es un pueblo ubicado en el condado de Cumberland en el estado estadounidense de Maine. En el Censo de 2010 tenía una población de 1.474 habitantes y una densidad poblacional de 24,88 personas por km².

## Geografía
Pownal se encuentra ubicado en las coordenadas 43°54′14″N 70°10′55″O / 43.90389, -70.18194. Según la Oficina del Censo de los Estados Unidos, Pownal tiene una superficie total de 59.24 km², de la cual 59.2 km² corresponden a tierra firme y (0.07%) 0.04 km² es agua.

## Demografía
Según el censo de 2010, había 1.474 personas residiendo en Pownal. La densidad de población era de 24,88 hab./km². De los 1.474 habitantes, Pownal estaba compuesto por el 97.69% blancos, el 0.07% eran afroamericanos, el 0.07% eran amerindios, el 0.41% eran asiáticos, el 0.14% eran isleños del Pacífico, el 0.27% eran de otras razas y el 1.36% pertenecían a dos o más razas. Del total de la población el 0.75% eran hispanos o latinos de cualquier raza.